# Ross Edgley
Pour les articles homonymes, voir Edgley.
Ross John Edgley (né le 13 octobre 1985) est un ancien joueur professionnel de l'équipe de Grande-Bretagne masculine de water-polo, qui travaille actuellement[Quand ?] en tant que modèle et entraîneur personnel basé dans le Cheshire, en Angleterre. Edgley est aussi un passionné d'aventure et de  tentative d'établir de nouveaux records du monde. 
Le 4 novembre 2018, il est devenu le premier homme à avoir fait le tour de la Grande-Bretagne à la nage en 157 jours et 2.864 kilomètres,. À cette occasion, il bat, de 74 jours, le record de nage en mer par étape.